# بني راشدالدشوش (حرض)

تعديل مصدري - تعديل

بني راشدالدشوش هي إحدى قرى عزلة الشعاب بمديرية حرض التابعة لمحافظة حجة، بلغ تعداد سكانها 375 نسمة حسب تعداد اليمن لعام 2004.